# Pico-ITX

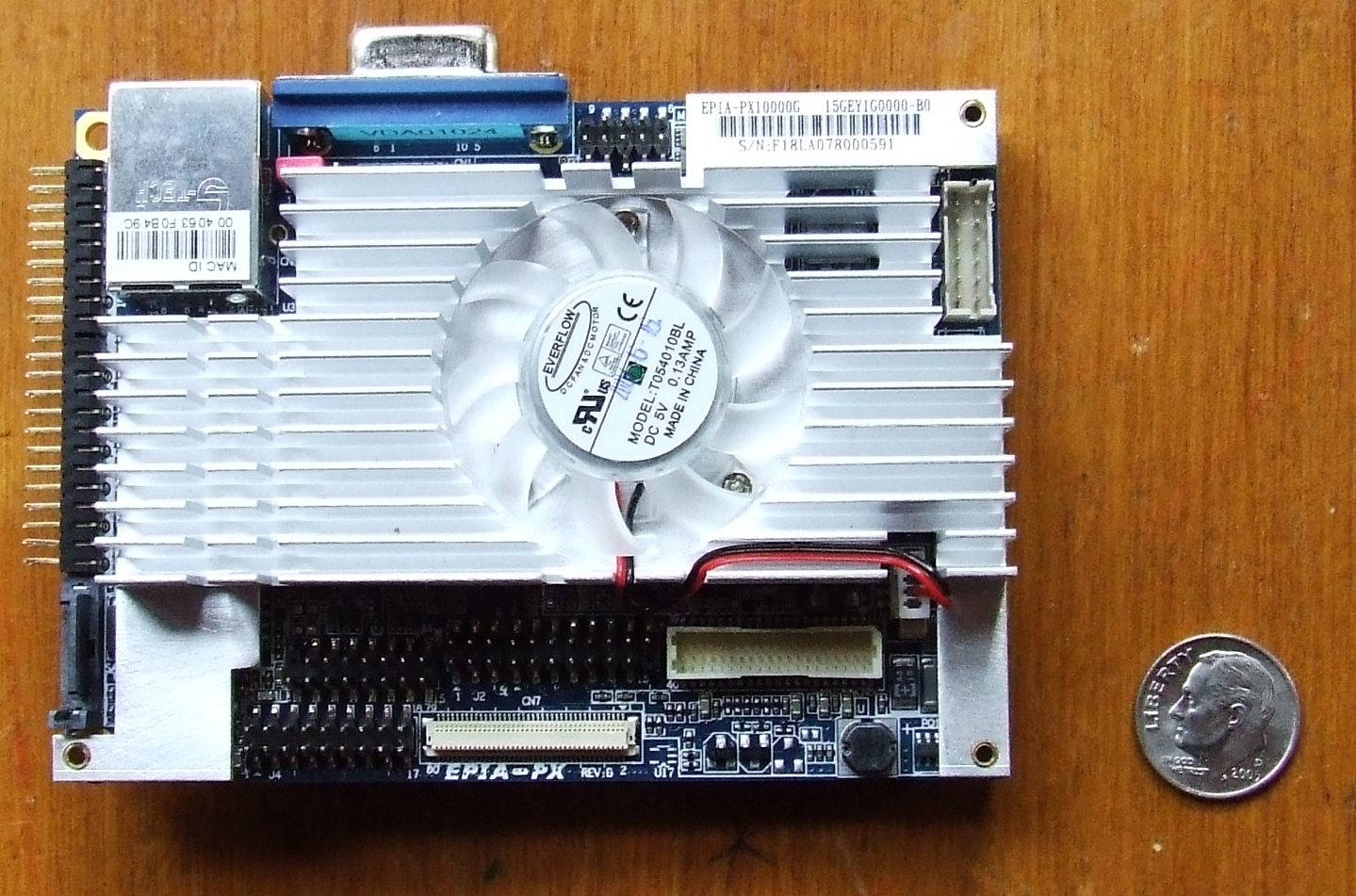
Vista superior de EPIA PX10000G, comparación con una moneda de 10 centavos.

Pico-ITX es un factor de forma de placa base anunciada por VIA Technologies en enero de 2007 y más tarde en el mismo año, expuesta en el CeBIT. En 2008 fue transferida a SFF-SIG. 
La Pico-ITX tiene un tamaño de 10 x 7,2 cm, que es la mitad del área de la Nano-ITX. El procesador puede ser un VIA C7 o un VIA Eden V4 que utiliza la tecnología de VIA NanoBGA2 para velocidades de hasta 1,5 GHz, con 128 KiB L1 y caché L2. Utiliza DDR2 400/533 SO-DIMM de memoria, con soporte para hasta 1 GiB. De vídeo se realiza a través de AGP VIA UniChrome Pro II con GPU integrada en MPEG-2, 4, y la aceleración de decodificación WMV9. La BIOS es de 4 u 8 Mbit Award.
Este tipo de ordenadores son la solución perfecta para situar un pequeño servidor en nuestra casa en el que situar una serie de carpetas públicas para posteriormente conectarse desde otro ordenador ajeno a la red local, ya sean ficheros multimedia o incluso como un ftp casero. También podría utilizarse como un servidor para programas P2P o similares, de forma que gracias también en parte a su reducido consumo, podríamos tener un ordenador dedicado para estas tareas con un consumo bajo (recordemos que los Nano llegan hasta los 25 vatios TDP el modelo de mayor consumo, 8 el que menos), ruido muy reducido (únicamente disponen de un ventilador para la CPU, el resto es refrigeración pasiva) y dimensiones que pasarían desapercibidas para un forastero.
Este tipo de placas Pico-ITX tienen un abanico de posibilidades muy amplio. Por un lado, como servidor de descargas. Y,  si el rendimiento lo permiten, las placas pico-ITX también podrían servir como mediacenter para el salón.